# Hugues-Robert-Jean-Charles de la Tour d'Auvergne-Lauragais
Hugues-Robert-Jean-Charles de La Tour d'Auvergne-Lauraguais' (nascido 17 de agosto de 1768 em Auzeville e morreu em 20 de julho de 1851 em Arras ) foi um cardeal francês do século  XIX .

## Biografia
O Tour d'Auvergne-Lauraguais nasceu no dia 14 ou17 de agosto de 1768no castelo de Auzeville , perto de Toulouse . Foi ordenado sacerdote em24 de junho de 1792aos 23 anos. Tendo se tornado vigário de Amiens , foi nomeado bispo de Arras em29 de abril de 1802. Sua promoção foi então favorecida pela proteção de Monsieur Emery , o influente superior da Compagnie de Saint-Sulpice . Sagrado o16 de maio de 1802, tomou posse de sua diocese em5 de junhopróximo. Na época, com apenas trinta e dois anos, era o sacerdote mais jovem de sua diocese, onde as ordenações foram interrompidas durante a década revolucionária .
a25 de setembro de 1802, o Bispo de La Tour d'Auvergne restaura o capítulo da catedral de Arras, onde mantém as dignidades da catedral do Antigo Regime. Durante a Revolução , a catedral de Notre-Dame-en-Cité foi destruída; obteve, portanto, do imperador Napoleão  I que a velha igreja da abadia de Saint-Vaast d'Arras obtivesse o título de catedral: era a catedral de Notre-Dame-et-Saint-Vaast , cuja obra durou várias décadas mais .
O bispo também reorganizou o tecido paroquial de sua diocese favorecendo ex- padres refratários em detrimento dos constitucionais , que obtiveram apenas 13 curas em 43. A cidade de Arras passou a ter seis paróquias  · . . Em 1806, o prelado compôs um novo pálio dos santos da diocese de Arras; ele então manifesta sua preferência pelo rito parisiense .
a6 de junho de 1833, ele consagrou a Catedral de Saint-Vaast . O Papa Gregório XVI criou -o cardeal durante o consistório de23 de dezembro de 1839. No mesmo ano, lançou a primeira pedra da igreja Saint-Nicolas-en-Cité em Arras .
Em 1840, ele recusou sua nomeação como arcebispo de Paris. a16 de abril de 1846, foi nomeado cardeal-sacerdote de Sainte-Agnès-hors-les-Murs. No entanto, com a morte do Papa Gregório XVI, ele não conseguiu chegar a Roma a tempo e não pôde participar do conclave de 1846.
Durante seus quarenta e nove anos como episcopado, o Cardeal de La Tour d'Auvergne ordenou 1.214 sacerdotes.
O Bispo de La Tour d'Auvergne apresenta-se como um bispo concordatório, muito flexível face aos regimes políticos que se sucederam durante o seu longo episcopado, autoritário e impulsivo face ao seu clero, apegado ao galicanismo episcopal e hostil às ideias mennaisianas , dotado de grande poder de trabalho que põe ao serviço da restauração da sua diocese.
ele morre em20 de julho de 1851em Arras , aos 82 anos. Seu monumento funerário representando um orante , obra do escultor Émile Thomas , está exposto na capela da Virgem da catedral de Notre-Dame-et-Saint-Vaast em Arras. 